# 13-й військовий округ (Третій Рейх)

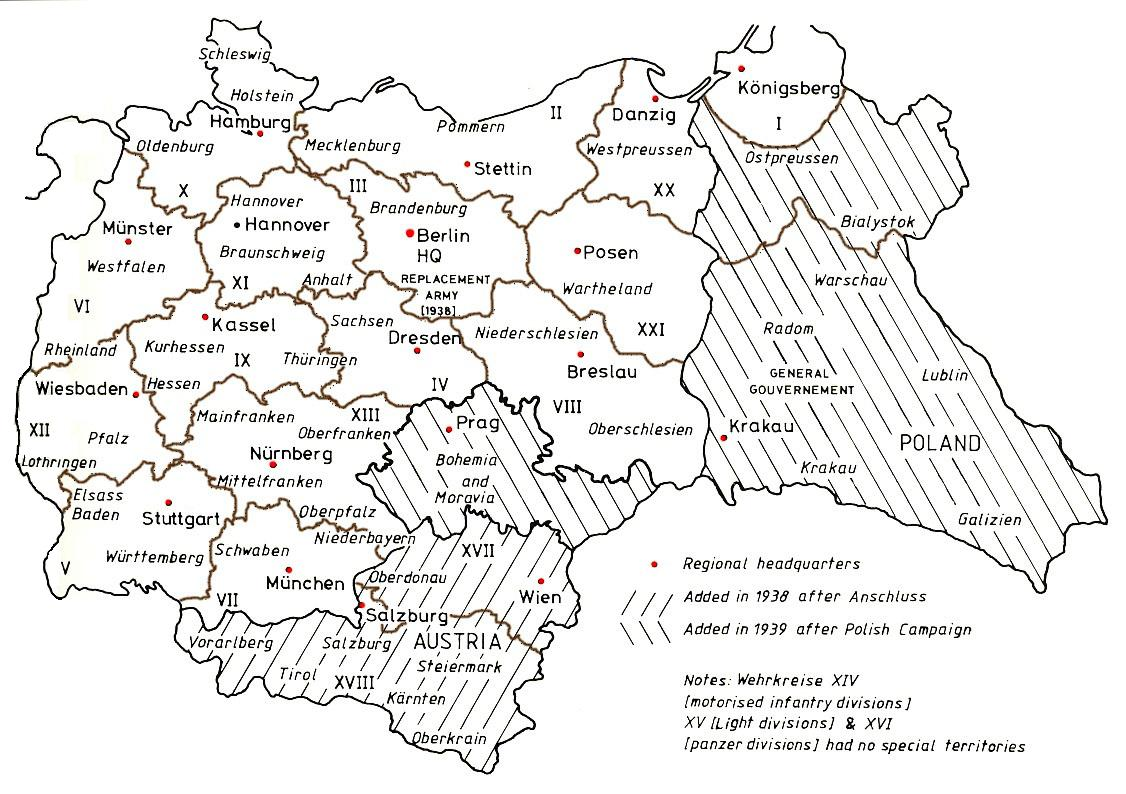
Карта військово-адміністративного розподілу Третього Рейху на 1944 рік

13-й військовий округ (нім. Wehrkreis XIII) — одиниця військово-адміністративного поділу Збройних сил Німеччини за часів Третього Рейху.

## Командування

### Командувачі
- генерал кінноти барон Максиміліан фон Вайкс (нім. Maximilian Freiherr von Weichs) (1 жовтня 1937 — 26 серпня 1939);
- генерал артилерії Фрідріх фон Кохенгаузен (нім. Friedrich von Cochenhausen) (26 серпня 1939 — 30 квітня 1942);
- генерал від інфантерії Моріц фон Вікторін (нім. Mauritz von Wiktorin) (30 квітня 1942 — 15 серпня 1944);
- генерал від інфантерії Карл Вайзенбергер (нім. Karl Weisenberger) (15 серпня 1944 — 8 травня 1945).